# Караозек (село, Кызылординская область)
Караозек (каз. Қараөзек) — село в Кызылординской области Казахстана. Находится в подчинении городской администрации Кызылорды. Административный центр Кызылозекского сельского округа. Код КАТО — 431045100.

## Население
В 1999 году население села составляло 2427 человек (1264 мужчины и 1163 женщины). По данным переписи 2009 года, в селе проживало 1997 человек (1030 мужчин и 967 женщин).

## Известные жители и уроженцы
- Мустапаева, Балдырган (1939—2006) — Герой Социалистического Труда.
- Молданазар, Галымжан (р.1988) — популярный казахстанский певец.
- Турар Ыдырыс (р.1996) - популярный казахстанский певец.